# Liste des cathédrales de Guinée
Cet article recense les cathédrales de Guinée.

## Liste

### Cathédrales catholiques
- Cathédrale Sainte-Marie à Conakry
- Cathédrale Notre-Dame-des-Victoires-et-de-la-Paix de Kankan
- Cathédrale Notre-Dame-du-Cœur-Immaculée-de-Marie de N'Zérékoré